# Bouře Kyrill
Kyrill ['kɪrɪl]IPA je označení tlakové níže, která se rozvinula do ničivé bouře, s větry dosahujícími v nárazech síly orkánu (12° B).
Kyrill vznikl nad Newfoundlandem 15. ledna 2007 a přesunul se přes Atlantský oceán k Evropě, kde zasáhl Irsko a Británii 17. ledna večer. Bouře se přemístila ze 17. na 18. ledna nad Severní moře a 18. ledna odpoledne dosáhla nizozemského a německého pobřeží. V Česku bouře dosáhla maxima 19. ledna v 1.00 hod. SEČ, nejvyšší naměřená rychlost větru byla zaznamenána na vrcholu Sněžky a dosáhla hodnoty 216 km/h.

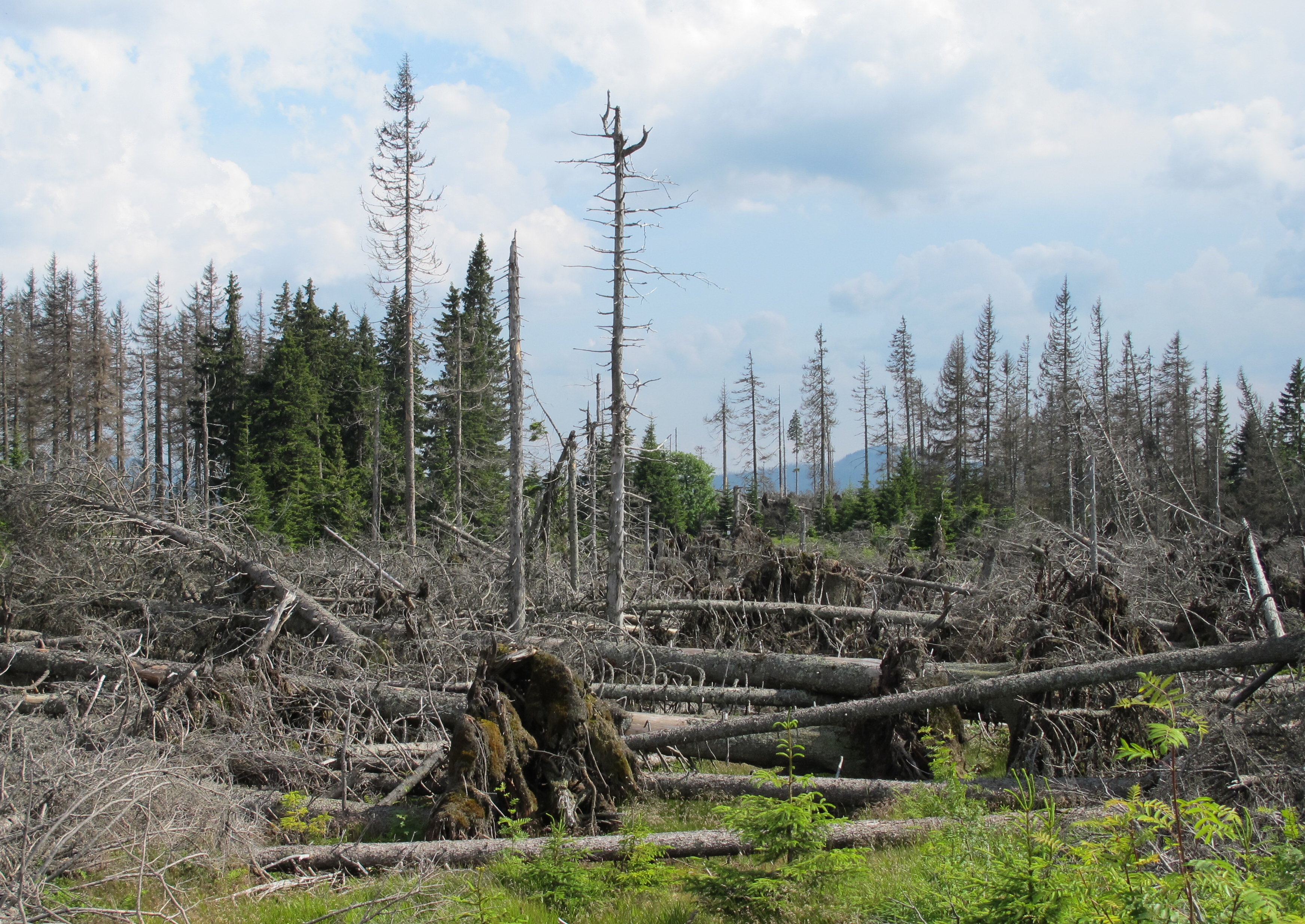
Šumavské lesy nedaleko Poledníku poničené orkánem Kyrill

Bouřlivý příliv zvedl na pobřeží Dolního Saska hladinu moře až o 3,5 metru nad průměrný příliv.
Bouře způsobila rozsáhlé škody na Britských ostrovech a v západní Evropě, zvláště v Rakousku a v Německu, před tím než se vydala k východu nad Baltské moře a Polsko v noci z 18. ledna na 19. ledna, a dále do severního Ruska.
Bouře si vyžádala okolo 48 lidských životů, z toho 4 v Česku; vyskytla se rozsáhlá narušení veřejné dopravy, výpadky elektrické energie, závažné škody na veřejných a soukromých budovách, a vývraty a polomy v lesních – zejména smrkových – porostech. V Česku orkán páchal škody zejména v okrese Klatovy, kde zničil skoro tři milióny m³ dřeva. To znamená, že v okrese Klatovy padla třetina celkových škod v Evropě. Orkán zde trval více než osm hodin a následky byly katastrofální. Důsledkem orkánu na Šumavě jsou holé šumavské vrcholy.

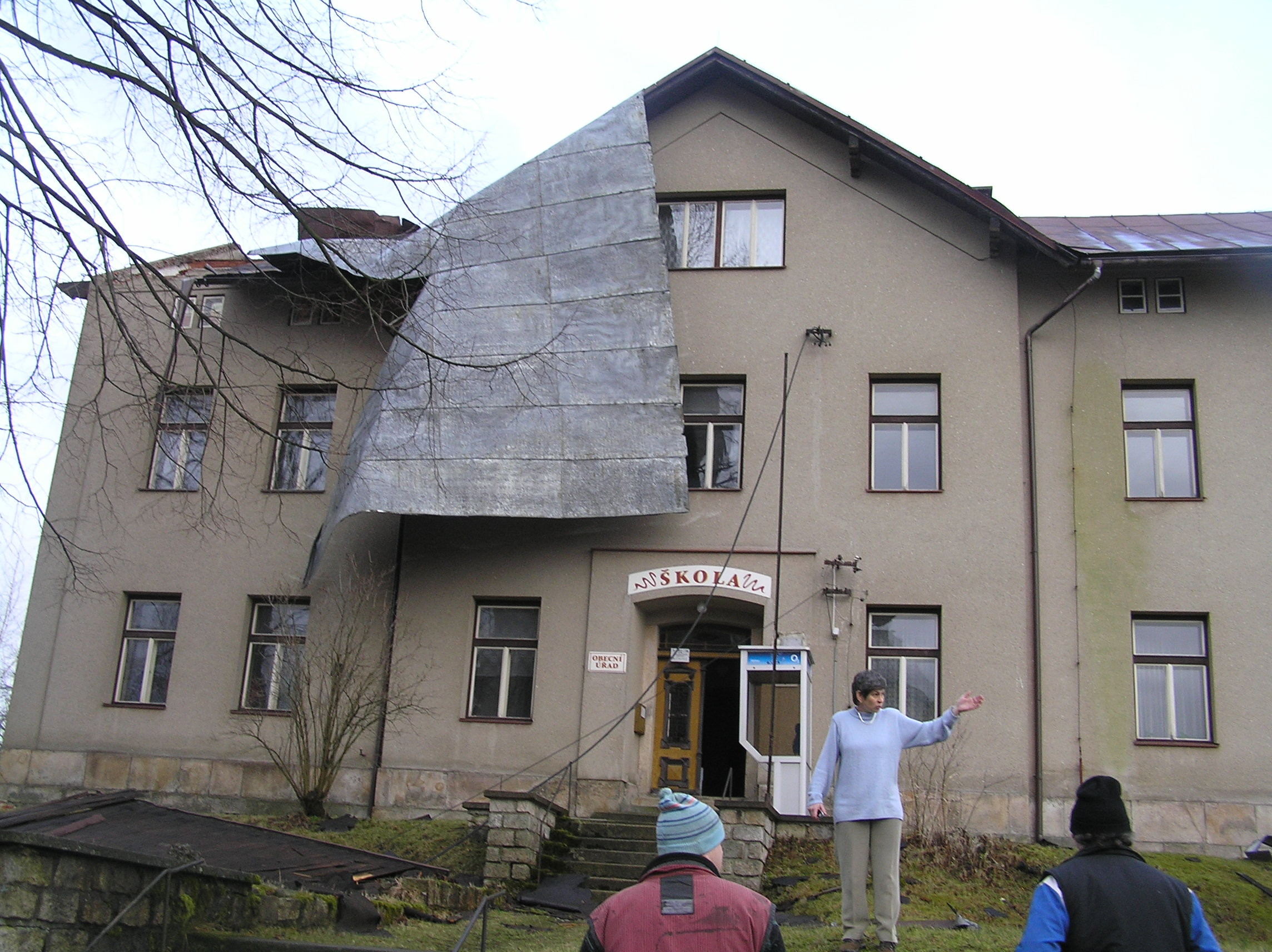
Poškození střechy na Obecním úřadě Roprachtice způsobené Kyrillem

Bouře byla pojmenována 17. ledna 2007 meteorologickým ústavem při Svobodné univerzitě Berlín, jméno bylo navrženo rodinou z Neuenhagenu slavící otcovy 65. narozeniny.
Po zasažení orkánem v lednu 2007 vláda České republiky stanovila rozhodnutím č. 11/2007 Sb. na dva týdny nouzový stav, jehož obsahem byl zákaz vstupu do lesů ve vymezených krajích a okresech.